# Frank Rost
Frank Rost, född 30 juni 1973 i Chemnitz (dåvarande Karl-Marx-Stadt i Östtyskland), är en tysk före detta fotbollsmålvakt.

## Klubbar
- 1992-2002: SV Werder Bremen - 147 matcher
- 2002 -januari 2007: FC Schalke 04 - 130 matcher
- januari 2007-2011: Hamburger SV - 149 matcher
- 2011: New York Red Bulls - 11 matcher

## Meriter
- 1993 - Tysk mästare
- 1994 - DFB-Pokal
- 1999 - DFB-Pokal
- Fyra landskamper